# 上田利治の朝からどうでっか
上田利治の朝からどうでっか（うえだとしはるのあさ- ）は、健康食品通信販売会社バイオサプリ（旧社名・バイオナサ東京）の一社提供で、全国のAMラジオ局に配信されていたラジオ番組である。枠買い取り、持ち込み企画のインフォマーシャル（健康情報番組の体裁を採る）。2010年11月末をもって放送を終了し、同12月より『おはよう健康どうでっか』に引き継がれた。

## 番組内容
両番組共に、医事関連の雑談や投稿への返答をしつつ、番組後半は自社製品の広告になる。

## 出演者
- 上田利治（プロ野球解説者）
- 松井宏夫（医学ジャーナリスト、放送作家）
- 仲眞美子（内科医、イーク丸の内院長、同じバイオサプリ提供の『悠々百科』にも出演）
- 花井あさみ（フリーアナウンサー、元新潟総合テレビ）

## ネット局・放送時間
放送時間はJST、2010年4月現在。
| 放送対象地域   | 放送局名             | 放送曜日 | 放送時間      | 備考                           |
| -------------- | -------------------- | -------- | ------------- | ------------------------------ |
| 北海道         | 北海道放送（HBC）    | 土曜日   | 06:45 - 07:00 |                                |
| 岩手県         | IBC岩手放送          | 土曜日   | 06:00 - 06:15 |                                |
| 宮城県         | 東北放送（TBC）      | 日曜日   | 05:45 - 06:00 |                                |
| 関東広域圏     | RFラジオ日本         | 土曜日   | 07:20 - 07:35 | 2009年8月1日-9月26日のみ放送。 |
| 関東広域圏     | RFラジオ日本         | 日曜日   | 06:00 - 06:15 |                                |
| 中京広域圏     | 東海ラジオ放送（SF） | 水曜日   | 06:00 - 06:15 |                                |
| 近畿広域圏     | ラジオ大阪（OBC）    | 日曜日   | 06:00 - 06:15 |                                |
| 山口県         | 山口放送（KRY）      | 日曜日   | 05:45 - 06:00 |                                |
| 愛媛県         | 南海放送（RNB）      | 日曜日   | 07:30 - 07:45 | 2009年4月、放送時間変更        |
| 福岡県         | 九州朝日放送（KBC）  | 土曜日   | 05:40 - 05:55 | 「おはよういい朝KBC」内        |
| 長崎県・佐賀県 | 長崎放送（NBC）      | 日曜日   | 05:45 - 06:00 | 佐賀県はNBCラジオ佐賀          |
| 宮崎県         | 宮崎放送（MRT）      | 土曜日   | 07:25 - 07:40 |                                |
| 沖縄県         | ラジオ沖縄（ROK）    | 日曜日   | 06:00 - 06:15 |                                |

※ 出典：三才ブックス刊『ラジオ番組表 2009年春号・2010年春号』